# Крус, Феликс
Феликс Крус Барбоса Риос (исп. Félix Cruz Barbosa Ríos; родился 4 апреля 1961 года в Торреоне, Мексика) — мексиканский футболист, защитник известный по выступлениям за клубы УНАМ Пумас и сборной Мексики. Участник Чемпионата мира 1986 года.

## Клубная карьера
Крус воспитанник клуба УНАМ Пумас. В 1982 году он дебютировал в мексиканской Примере. За 5 сезонов в клубе Феликс завоевал серебряные медали чемпионата. В 1987 году он перешёл в «Атланте», но уже по окончании сезона покинул команду из Канкуна. Сезон 1988/1989 Крус провёл в УАНЛ Тигрес. Летом 1989 года Феликс перешёл в «Монтеррей». С новым клубом он завоевал Кубок Мексики и Кубок обладателей кубков КОНКАКАФ. В 1993 году Крус перешёл в «Торос Неса», где завершил свою карьеру.

## Международная карьера
29 ноября 1984 года в товарищеском матче против сборной Мартиники Крус дебютировал за сборную Мексики.
В 1986 году Феликс попал в заявку национальной команды на участие в домашнем Чемпионате мира. На турнире он сыграл в поединках против сборных Болгарии, Ирака, Парагвая, Бельгии и ФРГ.
В 1991 году Феликс занял третье место на Золотом кубке КОНКАКАФ.

## Достижения
Командные
 «Монтеррей»
- Обладатель Кубка Мексики — 1991/1992
- Обладатель Кубка обладателей кубков КОНКАКАФ — 1993

Международные
 Мексика
- Золотой кубок КОНКАКАФ — 1991